# بویانا بوباسیک
 بویانا بوباسیک (صربی: [Бојана Бобушић, Bojana Bobušić] Error: {{Lang}}: متن دارای نشانه‌گذاری ایتالیک است (راهنما)؛ زادهٔ ۲ اکتبر ۱۹۸۷) یک تنیس‌باز اهل استرالیا است.